# Natalja Jewgenjewna Sedych
Natalja Jewgenjewna Sedych (russisch Наталья Евгеньевна Седых; * 10. Juli 1948 in Moskau) ist eine russische Schauspielerin, Eiskunstläuferin und Balletttänzerin.

## Leben
Bereits im Alter von vier Jahren begann Natalja Jewgenjewna Sedych mit dem Eislaufen und wurde bald als kleinste Eisläuferin der Sowjetunion berühmt.
1964 wurde sie einem breiten Publikum durch die Rolle der Nastjenka in dem sowjetischen Märchenfilm Abenteuer im Zauberwald bekannt. Regie führte Alexander Rou, der sie auch 1968 in dem Märchenfilm  Feuer, Wasser und Posaunen, indem sie das Mädchen Aljonuschka verkörperte, besetzte. Nach diesen Filmen schickte sie Briefe an alle Filmstudios des Landes mit der Bitte, ihre Akte aus den Archiven zu entfernen, da sie nicht mehr filmen wollte.
Ab 1969 absolvierte Natalja Jewgenjewna Sedych ein Studium an der Ballettschule am Bolschoi-Theater und wurde danach Tänzerin und Solistin des Theaters.
Natalja Jewgenjewna Sedych war mit dem Komponisten Wiktor Lebedew verheiratet, mit dem sie einen Sohn hat. Die Ehe zerbrach, da Sedych in Moskau lebte und Wiktor Lebedew in Leningrad. Der Sohn blieb bei seinem Vater.

## Filmografie (Auswahl)
- 1964: Abenteuer im Zauberwald (Морозко) – Regie: Alexander Rou
- 1968: Feuer, Wasser und Posaunen (Огонь, вода и… медные трубы) – Regie: Alexander Rou
- 1969: Blaues Eis (Голубой лёд) – Regie: Wiktor Sokolow
- 1978: Po ulizam komod wodili... – Regie: Wladimir Bassow
- 1993: Tren bren – Regie: Radomir Wassilewski
- 2007: Luchshee vremya goda – Regie: Swetlana Proskurina
- 2010: Peremirie – Regie: Swetlana Proskurina